# Veliki odmor
Veliki Odmor je muzički kvintet iz Novog Sada, Srbija. Muzički pravac je rok sa etno motivima.

## Istorija
Prvobitni sastav benda je napravljen 2001. godine u Novom Sadu, idejom dvojice prijatelja (Goran Engert/tekstopisac i Dalibor Gajinov/kompozicija), da se sviraju autorske pesme. U sastavu su tada bili: Goran Engert-Vokal, Dalibor Gajinov-Gitara, Igor Stepanović-Gitara, Pavle Beronja-Bas gitara i Dejan Milinković-Bubanj. Tada je bend započeo svoj autorski rad, sa naslovnom numerom njihovog DEMO albuma (Sve Četiri Strane Sveta) pod nazivom Poštojis Li. Bend je u to vreme svirao gradovima kao što su: Novi Sad, Bečej i cela Vojvodina, Srbija. Nakon samo godinu dana, bend se razišao, a članovi su nastavili sa svojim muzičkim aktivnostima.

### Snimanje DEMO pesama
Godine 2007, članovi benda odlučuju da snime DEMO snimak sa pesmama koje su do tada napisali. To i čine u improvizovanom studiju kod mesta Grigovac, Fruška Gora u kući pevača, a kompletnu produkciju radi gitarista Igor Stepanović. Posle snimanja pesama, članovi se ponovo razilaze i nastavljaju aktivnosti van benda.

### Nastavak
Pevač Goran Engert i gitarista Dalibor Gajinov 2014. godine, odlučili su da ponovo okupe bend i nastave sa radom. Tada u bend na mesto gitariste, umesto Igora Stepanovića, dolazi Milorad Smiljanić, na mesto bas gitariste Igor Konecky i na bubnju Zoran Divnić. U međuvremenu, pored starih pesama, nastaju i mnogobrojne nove pesme. Nakon godinu dana stvaranja i vežbanja bend se odlučuje da učestvuje na "Belgrade Demo Fest Live". Nakon nastupa iz benda odlaze basista i bubnjar zbog svojih drugih obaveza. 
Nakon dužeg perioda traganja za adekvatnim zamenama, bend vrši audicije, i menja nekoliko članova na mestima bubnjara i basiste, da bi konačno 2016 godine u sastav benda na poziciji bas gitariste došao Mladen Demirović i na mesto bubnjara Dušan Marković. Bend tada počinje sa ozbiljnim radom na pesmama i pripremanju prvog albuma.
Godine 2017. učestvuju na Bunt Rok Festival koji se emituje na nacionalnom javnom servisu (RTS) i pri tom ulaze u polufinale (24 benda) u konkurenciji od preko 200 bendova.

### Prvi album
Posle godinu dan rada, kako na starim tako i na novim pesmama, bend ulazi 2018. godine u Piknik studio i snima album koji se sastoji od deset pesama, pod nazivom Sve Četiri Strane Sveta. Posle nekoliko meseci rada, album je napokon ugledao svetlost dana u Maju 2018. godine. Nakon toga bend nastupa na nekoliko festivala i svirki po klubovima u cilju promocije.
U decembru 2019. godine bend napušta Milorad Smiljanić,a na njegovo mesto dolazi novi gitarista Zlatko Ljubović. Višegodišnji prijatelj pevača Gorana i gitariste Dalibora.

### Korona
Kao što smo svi mi osetili na svojim kožama, pandemija je uzela svoj danak što se tiče nastupa benda. Mogućnost sviranja u bilo kakvim zatvorenim prostorima, a uglavnom i u otvorenim, je bila ravna nuli. Tako da u periodu od 2020. do 2022. godine bend nije nastupio nigde. U međuvremenu su se stvorile ideje da se nekoliko prvobitnih rifova koje je gitarista Dalibor napravio kod kuće, pretvore u pesme. I nastaje nekoliko novih stvari koji je bend pokušavao da uobliči na probama. Tu dolazi do novih nesuglasica sa bubnjarem i gitaristom Zlatkom tokom snimanja novog EP i razilaženja sa njima.U bend se vraća stari prijatelj i gitarista Milorad Smiljanić, a zajedno sa njim i njegov prijatelj iz detinjstva bubnjar Slobodan Bjelan.

### EP
Posle dugotrajnog snimanja i traženja najboljeg rešenja za snimanje EP bend se odlučuje da se pesme uglavnom snimaju u kućnim uslovima. Gitare i vokali su snimani kod Dušana Markovića u njegovom improvizovanom prostoru za probe i snimanja, bas je sniman kod Dalibora kući na njegovom računaru, a bubanj je sniman u studiju Piknik kod Miroslava Majkića. Snimljene su tri pesme i izdate su u nezavisnoj produkciji od strane samog benda. EP je nazvan Anubis

## Diskografija
- Sve Četiri Strane Sveta (2018)
- Anubis EP (2022)

## Članovi benda
| Članovi benda     | Instrument |
| ----------------- | ---------- |
| Dalibor Gajinov   | Gitara     |
| Milorad Smiljanić | Gitara     |
| Mladen Demirović  | Bas gitara |
| Slobodan Bjelan   | Bubanj     |
| Goran Engert      | Vokal      |

## Spoljašnje veze
- Veliki odmor na sajtu
- Veliki odmor na sajtu

1. ↑  „Grupa Veliki odmor na Bunt rok festivalu”. rts.rs. 6. 2. 2017. Приступљено 8. 6. 2018.
2. ↑  „Anubis (EP), by Veliki Odmor”. Veliki Odmor (на језику: енглески). Приступљено 2022-04-15.